# Dadabhai Naoroji
Dadabhai Naoroji (Bombay  (Brits-Indië), 4 september 1825 – idem, 30 juni 1917) was een politicus uit Brits-Indië. Hij speelde een belangrijke rol in de vroege jaren van de Indiase onafhankelijkheidsbeweging.

## Levensloop
Naoroji studeerde aan de Universiteit van Bombay. Daarna werkte hij als ambtenaar onder een van de maharadja's van Baroda. Hij was tevens priester en aanhanger van het Zoroastrianisme. Vanaf 1855 was hij professor in de Natuurfilosofie en Wiskunde aan de Universiteit van Bombay en daarmee de eerste Indiër die zo'n academische positie bekleedde. Hij reisde in 1855 naar Londen en werd partner in het bedrijf Cama & Co. Hij opende een winkel in Liverpool, de eerste Indiase winkel in Groot-Brittannië. In 1859 begon hij een eigen handel in katoen. Later onderwees hij Gujarati aan University College London.
De East India Association, een van de voorlopers van de Congrespartij, werd in 1867 opgericht met hulp van Naoroji. Zij bood tegenwicht tegen de propaganda van de Ethnological Society of London die probeerden te bewijzen dat Aziaten inferieur waren aan Europeanen. De Association won snel steun van verschillende prominente Engelse politici en verkreeg de nodige invloed in het Britse parlement. In 1886 ontstond vanuit de Association de Congrespartij, waarvan Naoroji de eerste voorzitter was.
Naoroji werd in 1892 namens de Liberale Partij en het Londense district Finsbury Central gekozen in het House of Commons en was het eerste Aziatische lid. Hij weigerde de eed af te leggen op de Bijbel, maar legde die uiteindelijk af in de naam van God op zijn exemplaar van de Avesta. In het parlement sprak hij over het belang van Iers zelfbestuur en de omstandigheden van het Indiase volk. Zijn assistent was Mohammed Ali Jinnah, de latere grondlegger van Pakistan. In 1895 keerde Naoriji terug naar Azië en werd wederom gekozen tot voorzitter van de Congrespartij. Er was op dat moment een heftige strijd gaande binnen de partij tussen de gematigden en de extremisten. Die laatste groep verweet de gematigden, waar Naoroji toe behoorde, dat zij te weinig streefden naar een onafhankelijk India, doordat zij eerst veel sociale kwesties wilden oplossen.
Zijn boek Poverty and un-British Rule in India verscheen in 1901. Volgens Naoroji onttrok het koloniale bewind veel geld aan de Indiase economie. Het Indiase volk draaide namelijk op voor de kosten van het koloniale bestuur en leger en werden er weinig migranten aangetrokken die arbeid of kapitaal leverden. De meeste goedbetaalde banen gingen naar buitenlanders die het land na verloop van tijd weer verlieten en daarbij hun geld meenamen.
Tot aan zijn dood in 1917 was Naoroji een belangrijke mentor voor verschillende mensen, waaronder Mahatma Gandhi en Bal Gangadhar Tilak, die een belangrijke plaats zouden innemen binnen de onafhankelijkheidsbeweging.
- Bibliothèque nationale de France: cb12126488t (data)
- CiNii: DA06839457
- Gemeinsame Normdatei: 12472518X
- International Standard Name Identifier: 0000 0000 8083 9789
- Library of Congress Control Number: n84039727
- Nationale Bibliotheek van Israël: 987007277323705171
- Nederlandse Thesaurus van Auteursnamen: 067736017
- Réseau des bibliothèques de Suisse occidentale: 02-A003628769
- SNAC: w6068500
- Système universitaire de documentation: 033226881
- Trove: 957017
- Virtual International Authority File: 4964176
- WorldCat: E39PBJtRH6QxpF49gFdgPD6dwC